# Franklin eBookMan

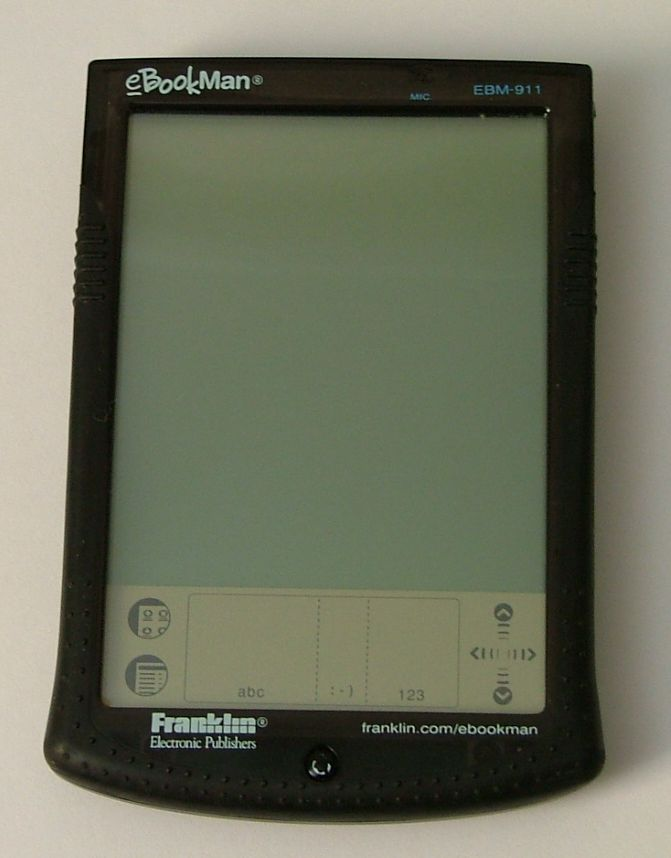
Franklin eBookMan EBM-911

A Franklin eBookMan egy ma már nem gyártott PDA és kézi e-könyv-olvasó, amelynek alapvető funkciója az e-könyv olvasás volt. Ez volt az első dedikált elektronikus könyv-olvasó hardvereszköz. Az eszközt 1999-től 2002-ig gyártották, három változatban. Kinézete a korai Palm Pilot PDA-kra hasonlít. Rendelkezik általános PDA-funkciókkal, mint pl. naptár / határidőnapló, címjegyzék, számológép, képes a hangfelvételre és a felvett hangok és feltöltött MP3 fájlok lejátszására, és általában képes Audible formátumú hangoskönyvek (audio book) lejátszására is. Az eszköz köré szerveződött közösség később más alkalmazásokat is kifejlesztett, így kisebb irodai – „office” –, grafikai és játékprogramok is megjelentek a géphez. A készülék képernyője zöld-fekete 16 árnyalatú LCD érintőképernyő, 8 vagy 16 MB RAM-ot tartalmaz, és saját operációs rendszere van. Az eszköznek kézírásfelismerő beviteli rendszere van, amely a természeteshez közeli kézírás használatát teszi lehetővé. Tartozék a stílus és a levehető műanyag védőfedél. A tápellátást két közönséges AAA típusú elem biztosítja.
A gyártott verziók a beépített memória méretében és a háttérvilágításban különböztek egymástól. A 900-as modell memóriája 8 MB, háttérvilágítás nincs. A 901-es modellben szintén 8 MB memória található, de ebben már van háttérvilágítás. Végül a 911-es modell memóriája 16 MB és szintén van benne háttérvilágítás. Mindegyik modell rendelkezik MMC (nem SD-kompatibilis) kártyaolvasóval, amely memóriabővítőként szolgál. Az eBookMan képes fogadni a Microsoft Outlook névjegyadatait és előjegyzéseit. Rendelkezik szinkronizációs lehetőséggel, az asztali PC-vel való szinkronizáció USB kábelen keresztül történik.
Az eBookMan egy speciális, Franklin által fejlesztett ASIC áramkörben egy SNK32 kódjelű 32 bites RISC mikroprocesszort tartalmaz, ennek órajele 24 MHz. A processzorról igen kevés adat ismert, az valószínűleg egy Intel StrongARM változat és rendelkezik hardveres szorzással. Az ASIC áramkör a processzor mellett beépített RAM, ROM és flash memóriavezérlőket, valós idejű órát, beépített LCD és érintőképernyő-interfészt és sztereo audiomodult is tartalmaz.
A korai eBookMan modelleken a rajtuk tárolt összes információ elveszett, mikor a felhasználó elemet cserélt – ezt a hibát egy kondenzátor hibája okozta. A Franklin a hibás modelleket ingyen kicserélte. Az eszköz DRM-rendszere közvetlenül a hardverhez kötődik, amely pl. marketinges problémákat is okozott: az eszközt nem lehetett az üzletben kipróbálni a vásárlás előtt, mivel az nem működött egészen addig, amíg a felhasználó nem csatlakoztatta egy internetes kapcsolattal rendelkező PC-hez, amellyel letöltötte és installálta a kélszülék egyedileg regisztrált operációs rendszerét. A Franklin weboldalán keresztül biztosította a támogatást, amely mára megszűnt.
Az eBookMan fejlesztését 2002-ig folytatták, ettől kezdve az Ectaco cég vette át az eszközök forgalmazását, tehát 2002 után is kapható volt. A támogatás és a letöltések 2011 április 30-ával végleg megszűntek.
Az eszköznek aktív felhasználói tábora van, beleértve egy Yahoo-csoportot is. Sokan programokat is írnak az eBookMan-hoz, így pl. megjelentek különféle játékok és készült egy ingyenes Mobipocket formátumú olvasóprogram is, amely a géppel együtt érkező, korlátozott képességekkel rendelkező Franklin reader-t volt hivatott felváltani.
A készülék sikertelenségét nagyban elősegítette a marketing szinte teljes hiánya, valamint az a tény, hogy nem biztosítottak semmilyen fórumot a vélemények és értékelések megjelentetésére. Egy másik fontos szempont volt az egy elemkészlettel ill. egy feltöltéssel elérhető működési idő rövidsége, amely mindössze néhány órát tesz ki, normál használat mellett. Szintén hátrányosan érintette az eszközt, hogy a Mobipocket.com beszüntette az eBookMan olvasóban alkalmazott Mobipocket reader támogatását és ahhoz nem készült több frissítés. Ez egészen odáig vezetett, hogy egyes újonnan vásárolt könyvek olvashatatlanok voltak az eszközön.

## Műszaki jellemzők
Méretek:
- 13,15 cm × 8,6 cm × 1.7 cm
- Súly: 185 gramm

Kijelző:
- LCD, zöld-fekete, 16 árnyalatú, felbontás: 240 x 200 pixel
- érintőképernyő
- Fekvő és álló tájolás támogatott
- Háttérvilágítás: a 901-es és 911-es modellekben
- Levehető védőfedél

Bevitel:
- Dedikált kézírásfelismerő terület (a Palm PDA-khoz hasonló elrendezésben), stílus használatával

Egyéb hardver:
- USB port
- MultiMediaCard (MMC) foglalat
- Beépített hangszóró
- Beépített mikrofon
- Fejhallgató-csatlakozó

Operációs rendszer:
- eBookMan operációs rendszer (OS) 1.0 – másként: FranklinOS avagy EBM OS.

Memória:
- 8 MB SDRAM a 900 modellben
- 8 MB SDRAM a 901 modellben
- 16 MB SDRAM a 911 modellben
- MMC kártya bővítés minden modellben. Az MMC kártya csak olvasható, az eszköz nem ír rá.

Tápellátás:
- 2 db AAA típusú elem
- Hálózati adapter (opcionális, 2 AAA elemre mindig szükség van a készülékben)

Kiegészítők:
- Bölcső és Desktop Manager szoftver a PC-s szinkronizációhoz. Az USB csatlakozó a bölcsőben van.

PDA funkciók:
- Címjegyzék (Address book), Naptár (Date book), Teendők (ToDo book), Feljegyzések (Memo book), számológép
- Hangfelvételek készítése

Kezelt fájltípusok:
- HTML, MP3, TXT, FUB, SEB, MOBI, PalmDOC, AA (format 2)

## Fordítás
Ez a szócikk részben vagy egészben  a   Franklin eBookMan című angol Wikipédia-szócikk ezen változatának fordításán alapul.  Az eredeti cikk szerkesztőit annak laptörténete sorolja fel. Ez a jelzés csupán a megfogalmazás eredetét és a szerzői jogokat jelzi, nem szolgál a cikkben szereplő információk forrásmegjelöléseként.